# Igor Makarow
Igor Siergiejewicz Makarow, ros. Игорь Сергеевич Макаров (ur. 19 września 1987 w Moskwie) – rosyjski hokeista, reprezentant Rosji.
Jego ojciec Siergiej Makarow także był hokeistą.

## Kariera klubowa
- Krylja Sowietow 2 Moskwa (2004-2005)
- Krylja Sowietow Moskwa (2004-2006)
- SKA Sankt Petersburg (2006-2009)
- Dinamo Moskwa (2009-2010)
- Rockford IceHogs (2010-2011)
- SKA Sankt Petersburg (2011-2014)
- Nieftiechimik Niżniekamsk (2014)
- CSKA Moskwa (2015-2016)
- Saławat Jułajew Ufa (2016-2018)
- Dinamo Moskwa (2018-2019)
- Awangard Omsk (2019-)
- Sibir Nowosybirsk (2019-)

Wychowanek Krylji Sowietow Moskwa. Od sierpnia 2011 po raz drugi w karierze zawodnik SKA Sankt Petersburg. Od listopada 2014 zawodnik Nieftiechimika Niżniekamsk. od grudnia 2014 zawodnik CSKA Moskwa. W maju 2015 przedłużył umowę o dwa lata. Zwolniony z klubu w sierpniu 2016. Od sierpnia 2016 zawodnik Saławatu Jułajew Ufa. We wrześniu 2018 przeszedł do Dinama Moskwa. We wrześniu 2019 związał się próbnym kontraktem z Awangardem Omsk. Pod koniec grudnia 2019 przeszedł do Sibiru Nowosybirsk.

## Sukcesy
Reprezentacyjne
- Srebrny medal mistrzostw świata juniorów do lat 20: 2007

Klubowe
- Pierwsze miejsce w Dywizji Bobrowa w sezonie regularnym: 2010, 2012, 2013 ze SKA Sankt Petersburg
- Pierwsze miejsce w Konferencji Zachód w sezonie regularnym: 2010, 2012, 2013 ze SKA Sankt Petersburg
- Nagroda Wsiewołoda Bobrowa (dla najskuteczniejszej drużyny w sezonie): 2012 ze SKA Sankt Petersburg
- Puchar Kontynentu: 2013 ze SKA Sankt Petersburg
- Brązowy medal mistrzostw Rosji: 2013 ze SKA Sankt Petersburg